# منتخب المغرب لكرة القدم للمكفوفين
المنتخب المغربي لكرة القدم للّاعبين المكفوفين هو ممثل المغرب الرسمي في المحافل القارية والعالمية الخاصة باللاّعبين المكفوفين، حيث يضم المنتخب المغربي مجموعة من أجود اللاعبين.

## البداية
تأسس أول منتخب مغربي للمكفوفين وضعاف البصر الذي يخوض غمار كأس إفريقيا والبطولات العالمية على يد الجامعة الملكية المغربية للمكفوفين، حقق أول بطولة كأس أفريقيا سنة 2013 بفرنسا، ليتأهل إلى كأس العالم باليابان، بعدها حقق كأس أفريقيا للمرة تانية تواليا سنة 2015 بالكاميرون، ليتأهل إلى الألعاب البارالمبية الصيفية 2016 بريو دي جانيرو، ليسيطر بعدها على البطولة و يحققها لخمس مرات تواليا منذ 2013 إلى 2022 (رقم قياسي)، في نهائي بطولة أفريقيا 2019 هزم منتخب مالي بمجموع 5-1 المقامة في نيجيريا، ليتأهل مجددا إلى الألعاب البارالمبية الصيفية 2020 بطوكيو، اليابان كممتل وحيد للقارة.
توج المنتخب المغربي لكرة القدم الخاصة بالمكفوفين، بالميدالية البروزنزية في دورة الألعاب البارالمبية الصيفية 2020، والمقامة في العاصمة طوكيو، اليابان.
وجاء تتويج المنتخب المغربي عقب فوزه الكبير على نظيره الصيني برباعية نظيفة، سجل جميعها اللاعب زهير سنيسلة الذي تمكن من زيارة مرمى الخصم في أربع مناسبات، وليتوج بهداف البطولة (8 أهداف).
فاز المنتخب الوطني المغربي لكرة القدم للمكفوفين على منتخب مالي ب2-0 في نهائي بطولة إفريقيا 2022 التي احتضنتها المنصورية بالمغرب، بفضل هدفي عبد الرزاق حطاب ليحافظ على لقبه الإفريقي للمرة الخامسة و يتأهل إلى الألعاب البارالمبية الصيفية 2024 بباريس للمرة الثالثة على التوالي بعد دورتي ريو و طوكيو.

## سجل المشاركات

### كأس أمم أفريقيا
- 2013:  بطل التصفيات الأفريقية بفرنسا (النسخة الأولى)
- 2015:  بطل كأس أفريقيا بالكاميرون (النسخة الثانية)
- 2017:  بطل كأس أفريقيا بالرأس الأخضر (النسخة الثالثة)
- 2019:  بطل كأس أفريقيا بنيجيريا (النسخة الرابعة)
- 2022:  بطل كأس أفريقيا بالمغرب (النسخة الخامسة)

### بطولة العالم
- المركز 12 في دورة طوكيو 2014
- المركز 8 في دورة مدريد 2018

### الألعاب البارالمبية
- 2016: المركز الثامن في دورة ريو
- 2020:  برونزية دورة طوكيو

## المدربون
- إدريس المتقي